# 悬湖
悬湖是一个位于中国西藏自治区定日县长芝冰川附近的湖泊，面积约为5平方千米。